# 572
Năm 572 là một năm trong lịch Julius.